# Абран
Абран (порт. Abrã)  —  район (фрегезия) в Португалии,  входит в округ Сантарен. Является составной частью муниципалитета  Сантарен. Входит в экономико-статистический  субрегион Лезирия-ду-Тежу, который входит в Рибатежу. Население составляет 1221 человек на 2001 год. Занимает площадь 22,42 км².
Покровителем района считается Святая Маргарита (порт. Santa Margarida). 

## История
Район основан в 1621 году